# 1,1,1,2-Tetrafluorethan
1,1,1,2-Tetrafluorethan (häufig kurz, aber unpräzise Tetrafluorethan genannt, Handelsname R-134a) ist ein Fluorkohlenwasserstoff (ein Hydrofluoralkan), der als Treib- und Kältemittel sowie als Alternative zu Fluor-Chlor-Kohlenwasserstoffen Verwendung findet.
Neben 1,1,1,2-Tetrafluorethan gibt es noch dessen Isomer 1,1,2,2-Tetrafluorethan, das ebenfalls als Tetrafluorethan bezeichnet wird.

## Eigenschaften
Tetrafluorethan ist ein farbloses und fast geruchloses Gas, welches durch Druck leicht verflüssigt werden kann. Der kritische Punkt liegt bei 101 °C und 40,6 bar. Beim Abbau in der Umwelt entsteht durch Photooxidation die sehr persistente Trifluoressigsäure (TFA).
Tetrafluorethan hat im Gegensatz zu den FCKW keine zerstörende Wirkung auf die Ozonschicht, ist jedoch ein starkes Treibhausgas. Seine Treibhauswirkung beträgt das 1430-fache der gleichen Menge Kohlendioxid bezogen auf einen Zeithorizont von 100 Jahren (siehe Treibhauspotenzial). Da eine atmosphärische Lebensdauer von ungefähr 14 Jahre angegeben wird, ist der Faktor des Treibhauspotenzials auf kurze Sicht höher.

## Anwendung
Wegen seiner günstigen Eigenschaften findet Tetrafluorethan Anwendung in Kältemaschinen, wie beispielsweise Kühlschränken, Luftentfeuchtern und beim Betrieb von Dampfturbinen im Organic Rankine Cycle ohne Wasserdampf als Arbeitsmittel.
Viele Klimaanlagen basieren auf R-134a als Kältemittel. Dieses darf aber seit 2011 in der EU nicht mehr für Klimaanlagen in Neuwagen genutzt werden. Weitere Anwendung findet es als Test/Prüfmittel für optische Rauchmelder. Tetrafluorethan war Hauptbestandteil in Kältesprays in der Elektronikindustrie.
Tetrafluorethan wird auch zur Schutzabdeckung von Magnesiumschmelzen verwendet. Hierzu dient in der Regel ein Gasgemisch mit Stickstoff. Das Mischungsverhältnis liegt bei etwa 99,5–99,8 % Stickstoff und 0,5–0,2 % Tetrafluorethan, je nach Einsatzgebiet. In Verbindung mit Luftfeuchte bildet Tetrafluorethan in der Hitze Fluorwasserstoffsäure, die bei Stahl zu erhöhter Korrosion führt.
In der Medizin dient es als Treibgas für Dosieraerosole, zum Beispiel bei einer Reihe von Arzneimitteln mit Wirkstoffen wie Salbutamol oder Fluticason.

## Zukunft
Seit 2011 verbietet eine EU-Richtlinie den Einsatz von FKWs mit einem Treibhauspotential größer 150 (dazu zählt auch R-134a) in Klimaanlagen von Autos mit neuer Typenzulassung. Seit 2017 dürfen keine Neufahrzeuge mit solchen Kältemitteln mehr verkauft werden. In Zukunft sollen stattdessen nicht oder wenig klimawirksame Kältemittel wie z. B. Kohlendioxid (R-744), Ammoniak, Propan (R-290) oder 2,3,3,3-Tetrafluorpropen (R1234yf) zum Einsatz kommen.